# Liste der Monuments historiques in Vrigne aux Bois
Die Liste der Monuments historiques in Vrigne aux Bois führt die Monuments historiques in der französischen Gemeinde Vrigne aux Bois auf.

## Liste der Immobilien
| Bezeichnung | Beschreibung | Standort                             | Kennzeichnung | Schutzstatus | Datum | Bild           |
| ----------- | --- | ------------------------------------ | ------------- | ------------ | ----- | -------------- |
| Hüttenwerk  | 1822 bis 1825 erbaut; vier Werkshallen, Stauteich mit Wasserversorgung, Arbeiterwohnhäuser und Haus des Hüttenmeisters | Vrigne-aux-Bois, place Baudin (Lage) | PA00078562    | Inscrit      | 1991  | weitere Bilder |

## Liste der Objekte
| Bezeichnung                        | Beschreibung                                                                | Standort                                                                                   | Kennzeichnung | Schutzstatus | Datum | Bild |
| ---------------------------------- | --------------------------------------------------------------------------- | ------------------------------------------------------------------------------------------ | ------------- | ------------ | ----- | ---- |
| Gemälde Kreuzabnahme               | Ölfarbe auf Leinwand, 17. Jahrhundert                                       | Bosseval, in der Kirche St-Charles (Lage)                                                  | PM08000071    | Classé       | 1974  |      |
| Glocke                             | Bronze, 1520 gegossen; während des Ersten Weltkriegs zerstört               | Bosseval, in der Kirche St-Charles (Lage)                                                  | PM08000643    | Classé       | 1908  |      |
| Skulptur Madonna mit Kind          | Holz, farbig gefasst und vergoldet, 17. oder 18. Jahrhundert                | Bosseval, in der Kirche St-Charles (Lage)                                                  | PM08000790    | Inscrit      | 1973  |      |
| Skulptur Petrus                    | Holz, farbig gefasst, Metall, vergoldet, zweite Hälfte des 18. Jahrhunderts | Vrigne-aux-Bois, in der Kirche Bienheureuse-Vierge-Immaculée-et-St-Pierre-aux-Liens (Lage) | PM08000810    | Inscrit      | 1973  |      |
| Schwarze Kasle                     | Seide, Baumwolle, bestickt, 19. Jahrhundert                                 | Bosseval, in der Kirche St-Charles (Lage)                                                  | PM08000793    | Inscrit      | 1973  |      |
| 32 Kirchenbänke                    | Holz, um 1800; aus der Kirche von Fumay                                     | Bosseval, in der Kirche St-Charles (Lage)                                                  | PM08000786    | Inscrit      | 1973  |      |
| Epitaph für Jean Magonette         | Kalkstein, bezeichnet 1746                                                  | Bosseval, in der Kirche St-Charles (Lage)                                                  | PM08000787    | Inscrit      | 1973  |      |
| Skulptur Gekrönte Madonna mit Kind | Holz, farbig gefasst und vergoldet, 19. Jahrhundert                         | Bosseval, in der Kirche St-Charles (Lage)                                                  | PM08000791    | Inscrit      | 1973  |      |
| Zwei Säulen                        | Holz, farbig gefasst und vergoldet, 18. Jahrhundert                         | Bosseval, in der Kirche St-Charles (Lage)                                                  | PM08000789    | Inscrit      | 1973  |      |
| Skulptur eines heiligen Bischofs   | Holz, farbig gefasst und vergoldet, 19. Jahrhundert                         | Bosseval, in der Kirche St-Charles (Lage)                                                  | PM08000792    | Inscrit      | 1973  |      |
| Gemälde Heiliger Karl Borromäus    | Ölfarbe auf Leinwand, 19. Jahrhundert                                       | Bosseval, in der Kirche St-Charles (Lage)                                                  | PM08000785    | Inscrit      | 1973  |      |
| Gemälde Kreuzigungsgruppe          | Ölfarbe auf Leinwand, 19. Jahrhundert                                       | Bosseval, in der Kirche St-Charles (Lage)                                                  | PM08000784    | Inscrit      | 1973  |      |
| Skulpturennische                   | Eichenholz, bemalt und vergoldet, erste Hälfte des 18. Jahrhunderts         | Bosseval, in der Kirche St-Charles (Lage)                                                  | PM08000788    | Inscrit      | 1973  |      |